# Liga Profesional de Baloncesto
Liga Profesional de Baloncesto (LPB) – profesjonalna liga koszykówki najwyższej klasy rozgrywkowej w Wenezueli.
Liga powstała w 1974 roku jako Liga Especial de Baloncesto. Występował w niej wtedy cztery zespoły. Każdy z nich miał prawo zatrudnić po dwóch obcokrajowców. W 1993 roku liga został powiększona do ośmiu drużyn i zmieniono jej nazwę na obecną Liga Profesional de Baloncesto.

## Format rozgrywek
Aktualnie występuje w niej 10 drużyn, które rywalizują między sobą raz na własnym parkiecie, a następnie na wyjeździe podczas sezonu regularnego. Po zakończeniu fazy zasadniczej 4 zespoły z najlepszymi rezultatami awansują do rozgrywek play-off. Półfinały i finały są rozgrywane w formacie do czterech zwycięstw (best-of-seven).
Sezon zasadniczy zaczyna się w lutym i trwa do maja. Podobnie jak w NBA w połowie sezonu rozgrywany jest mecz gwiazd ligi.
Nadal obowiązuje przepis maksymalnie o dwóch zawodnikach z zagranicy w jednym zespole.

## Zespoły
| Zespół                   | Miasto         | Hala                                  | Poj. hali | Data założenia | Mistrzostwa | Wicemistrzostwa |
| ------------------------ | -------------- | ------------------------------------- | --------- | -------------- | ----------- | --------------- |
| Bucaneros de La Guaira   | La Guaira      | Domo José María Vargas                | 7000      | 2009           | 0           | 0               |
| Cocodrilos de Caracas    | Caracas        | Gimnasio José Beracasa                | 6100      | 1990           | 5           | 5               |
| Gaiteros del Zulia       | Maracaibo      | Gimnasio Pedro Elías Belisario Aponte | 4500      | 1983           | 4           | 6               |
| Gigantes de Guayana      | Guayana        | Gimnasio Hermanas González            | 2500      | 2008           | 0           | 0               |
| Guaiqueríes de Margarita | La Asunción    | Gimnasio Ciudad de La Asunción        | 8500      | 1977           | 8           | 3               |
| Guaros de Lara           | Barquisimeto   | Domo Bolivariano                      | 10000     | 2003           | 0           | 3               |
| Marinos de Anzoátegui    | Puerto La Cruz | Gimnasio Luis Ramos                   | 5000      | 1976           | 11          | 5               |
| Panteras de Miranda      | Caracas        | Gimnasio José Joaquín Papá Carrillo   | 3500      | 1986           | 1           | 4               |
| Toros de Aragua          | Maracay        | Gimnasio Rafael Romero Bolívar        | 4200      | 1974           | 0           | 0               |
| Trotamundos de Carabobo  | Valencia       | Forum de Valencia                     | 10000     | 1983           | 8           | 3               |

## Finaliści
| Sezon | Mistrz                   | Wicemistrz               | Wynik |
| ----- | ------------------------ | ------------------------ | ----- |
| 1974  | Ahorristas de Caracas    | Colosos de Carabobo      | 3-2   |
| 1975  | Colosos de Carabobo      | Panteras de Táchira      | 3-2   |
| 1976  | Panteras de Táchira      | Ahorristas de Caracas    | 3-0   |
| 1977  | Guaiqueríes de Margarita | Ahorristas de Caracas    | 3-1   |
| 1978  | Guaiqueríes de Margarita | Panteras Táchira         | 4-0   |
| 1979  | Guaiqueríes de Margarita | Legisladores de Carabobo | 4-0   |
| 1980  | Guaiqueríes de Margarita | Retadores de Caracas     | 4-3   |
| 1981  | Guaiqueríes de Margarita | Telefonistas de Caracas  | 4-2   |
| 1982  | Guaiqueríes de Margarita | Panteras de Lara         | 4-2   |
| 1983  | Panteras de Lara         | Gaiteros del Zulia       | 4-2   |
| 1984  | Gaiteros del Zulia       | Guaiqueríes de Margarita | 4-2   |
| 1985  | Gaiteros del Zulia       | Guaiqueríes de Margarita | 4-3   |
| 1986  | Trotamundos de Carabobo  | Panteras de Miranda      | 4-1   |
| 1987  | Trotamundos de Carabobo  | Panteras de Miranda      | 4-1   |
| 1988  | Trotamundos de Carabobo  | Bravos de Portuguesa     | 4-2   |
| 1989  | Trotamundos de Carabobo  | Gaiteros del Zulia       | 4-0   |
| 1990  | Bravos de Portuguesa     | Marinos de Oriente       | 4-3   |
| 1991  | Marinos de Oriente       | Guaiqueríes de Margarita | 4-2   |
| 1992  | Cocodrilos de Caracas    | Trotamundos de Carabobo  | 4-2   |
| 1993  | Marinos de Oriente       | Trotamundos de Carabobo  | 4-3   |
| 1994  | Trotamundos de Carabobo  | Cocodrilos de Caracas    | 4-1   |
| 1995  | Panteras de Miranda      | Marinos de Oriente       | 4-3   |
| 1996  | Gaiteros del Zulia       | Marinos de Oriente       | 4-3   |
| 1997  | Guaiqueríes de Margarita | Cocodrilos de Caracas    | 4-3   |
| 1998  | Marinos de Oriente       | Trotamundos de Carabobo  | 4-2   |
| 1999  | Trotamundos de Carabobo  | Panteras de Miranda      | 4-2   |
| 2000  | Cocodrilos de Caracas    | Gaiteros del Zulia       | 4-3   |
| 2001  | Gaiteros del Zulia       | Bravos de Portuguesa     | 4-1   |
| 2002  | Trotamundos de Carabobo  | Panteras de Miranda      | 4-3   |
| 2003  | Marinos de Oriente       | Gaiteros del Zulia       | 4-3   |
| 2004  | Marinos de Oriente       | Gaiteros del Zulia       | 4-3   |
| 2005  | Marinos de Anzoátegui    | Guaros de Lara           | 4-1   |
| 2006  | Trotamundos de Carabobo  | Guaros de Lara           | 4-2   |
| 2007  | Guaiqueríes de Margarita | Cocodrilos de Caracas    | 4-3   |
| 2008  | Cocodrilos de Caracas    | Gaiteros del Zulia       | 4-2   |
| 2009  | Marinos de Anzoátegui    | Cocodrilos de Caracas    | 4-3   |
| 2010  | Cocodrilos de Caracas    | Marinos de Anzoátegui    | 4-2   |
| 2011  | Marinos de Anzoátegui    | Cocodrilos de Caracas    | 4-1   |
| 2012  | Marinos de Anzoátegui    | Trotamundos de Carabobo  | 4-2   |
| 2013  | Cocodrilos de Caracas    | Marinos de Anzoátegui    | 4-3   |
| 2014  | Marinos de Anzoátegui    | Trotamundos de Carabobo  | 4-3   |
| 2015  | Marinos de Anzoátegui    | Guaros de Lara           | 4–1   |

## Zwycięzcy według klubów
| Zespół                   | Mistrz | Wicemistrz | Lata mistrzowskie                                                | Lata wicemistrzowskie              |
| ------------------------ | ------ | ---------- | ---------------------------------------------------------------- | ---------------------------------- |
| Marinos de Anzoátegui    | 11     | 5          | 1991, 1993, 1998, 2003, 2004, 2005, 2009, 2011, 2012, 2014, 2015 | 1988, 1995, 1996, 2010, 2013       |
| Trotamundos de Carabobo  | 8      | 5          | 1986, 1987, 1988, 1989, 1994, 1999, 2002, 2006                   | 1992, 1993, 1998, 2012, 2014       |
| Guaiqueríes de Margarita | 8      | 3          | 1977, 1978, 1979, 1980, 1981, 1982, 1997, 2007                   | 1984, 1985, 1991                   |
| Cocodrilos de Caracas    | 5      | 5          | 1992, 2000, 2008, 2010, 2013                                     | 1994, 1997, 2007, 2009, 2011       |
| Gaiteros del Zulia       | 4      | 6          | 1984, 1985, 1996, 2001                                           | 1983, 1989, 2000, 2003, 2004, 2008 |
| Halcones de Caracas      | 1      | 4          | 1974                                                             | 1976, 1977, 1980, 1981             |
| Panteras de Miranda      | 1      | 4          | 1995                                                             | 1986, 1987, 1999, 2002             |
| Legisladores de Carabobo | 1      | 2          | 1975                                                             | 1974, 1979                         |
| Panteras del Táchira     | 1      | 2          | 1976                                                             | 1975, 1978                         |
| Panteras de Lara         | 1      | 1          | 1983                                                             | 1982                               |
| Cardenales de Portuguesa | 1      | 0          | 1990                                                             |                                    |
| Guaros de Lara           | 0      | 3          |                                                                  | 2005, 2006, 2015                   |
| Bravos de Portuguesa     | 0      | 2          |                                                                  | 1988, 2001                         |

## Nagrody
| MVP Sezonu - 1991 – Charles Bradley (Marinos) - 1995 – Andrew Motten (Marinos) - 1998 – León Triminghan (Marinos) - 2000 – Ruben Nembhard (Gaiteros) - 2005 – Aaron Harper (Panteras) - 2012 – Carl Elliott (Cocodrilos) - 2013 – Edward Santana (Gaiteros) - 2014 – Aaron Harper (Marinos) - 2015 – Carl Elliott (Cocodrilos) | MVP Finałów - 2003 – Shelly Clark - 2008 – Jack Michael Martinez (Cocodrilos) - 2009 – Hector Romero (Marinos) - 2010 – Leandro Garcia Morales (Cocodrilos) - 2012 – Axiers Sucre (Marinos) - 2013 – Andre Emmett | Debiutant Roku - 1990 – Gabriel Botalico (Marinos) - 1991 – José Ramos (Marinos) - 1998 – Oscar Torres (Marinos) - 2000 – Carlos Estaba - 2005 – Miguel Angel Marriaga (Gaiteros) |

| Obrońca Roku - 2013 – Oscar Torres (Marinos) | Największy postęp - 2000 – Juan Carlos Rodriguez (Toros) - 2005 – Amber Marin (Gatos) | Najlepszy rezerwowy - 2000 – Tomas Aguilera (Marinos) - 2005 – Axier Sucre (Marinos) |

| Trener roku - 2000 – Jimmy Dixon (Marinos) - 2005 – Francisco Diez (Panteras) | Powrót roku - 2000 – Gabriel Estaba - 2005 – Arnaldo Amundarain (Panteras) |  |

| MVP All-Star Game - 1998 – Alvin Sims - 1999 – Ronnie Thompkins (Panteras) - 2001 – Tomas Aguilera - 2004 – Victor David Diaz (Panteras) - 2005 – Harold Arceneaux (Marinos) - 2010 – Francisco Centeno (Gaiteros) - 2013 – Oscar Torres (Marinos) i Jesus Centeno (Cocodrilos) - 2014 – Robert Glenn (Trotamundos) - 2015 – Windi Graterol (Guaros) | Zwycięzcy konkursu wsadów - 1998 – Alvin Sims - 2004 – Gregory Vallenilla (Panteras) - 2005 – Randy Holcomb (Cocodrilos) - 2009 – Deivis Ananguren - 2010 – Evan Brock (Guaiqueries) - 2014 – Darwin Matos (Guaros) - 2015 – Darwin Matos (Bucaneros) | Zwycięzcy konkursu rzutów za 3 punkty - 1998 – Marcus Wilson - 2005 – Diego Guevara (Guaros) - 2009 – Jesus Centeno (Cocodrilos) - 2010 – David Reichel (Gaiteros) - 2014 – Leonardo Cappare (Gigantes) |

Zwycięzcy Skills Challenge
- 2004 – Dan Cross (Panteras)
- 2009 – Heissler Guillent (Guaros)
- 2010 – Gregory Vargas

I skład LPB
2005
- Ruben Nembhard (Gaiteros)
- Aaron Harper (Panteras)
- Gregory Vallenilla (Panteras)
- Randy Holcomb (Cocodrilos)
- Richard Lugo (Trotamundos)

## Liderzy statystyczni
| Punkty - 2000 – Ruben Nembhard (Gaiteros) – 22,5 - 2001 – Victor David Diaz (Panteras) – 22,5 - 2002 – Victor David Diaz (Panteras) – 24,7 - 2003 – Ruben Nembhard (Gaiteros) – 26,8 - 2004 – Victor David Diaz (Panteras) – 25,8 - 2005 – Aaron Harper (Panteras) – 24,1 - 2006 – Ruben Nembhard (Gaiteros) – 22,6 - 2007 – Chris Jeffries (Gaiteros) – 23,2 - 2008 – Marcus Fleming (Guaiqueries) – 21,4 - 2009 – Jose Vargas (Trotamundos) – 19,2 - 2010 – Ruben Nembhard (Gaiteros) – 23,3 - 2012 – Donald Sims (Gaiteros) – 24,1 - 2013 – Kelvin Pena (Toros) – 22,7 - 2014 – Andre Emmett (Cocodrilos) – 22,4 - 2015 – Jazreel de Jesus (Guaiqueries) – 22,9 | Zbiórki - 2000 – Omar Walcott (Cocodrilos) – 9,6 - 2001 – Jose Grillo Vargas (Carabobo) – 9,4 - 2002 – Richard Lugo (Panteras) – 10,2 - 2003 – D. Cantrell (Guaiqueries) – 11,1 - 2004 – Sam Clancy (Cocodrilos) – 9 - 2005 – Richard Lugo (Trotamundos) – 9,8 - 2006 – Richard Lugo (Trotamundos) – 9,8 - 2007 – Lee Benson (Marinos) – 11,2 - 2008 – Axiers Sucre (Marinos) – 9,3 - 2009 – Passos (Marinos) – 8,2 - 2010 – Richard Lugo (Trotamundos) – 9,3 - 2012 – Jack Michael Martinez (Cocodrilos) – 10,5 - 2013 – Jack Michael Martinez (Guaros) – 12,4 - 2014 – Jack Michael Martinez (Trotamundos) – 10,9 - 2015 – Dwayne Jones (Leones SD) – 15.2 | Asysty - 2000 – Pinero Johan – 3,5 - 2001 – Keeling (Marinos) – 6,9 - 2002 – Guevara (Trotamundos) – 6,3 - 2003 – E. Mijares (Marinos) – 5,8 - 2004 – Victor David Diaz (Panteras) – 5,4 - 2005 – Ruben Nembhard (Gaiteros) – 6,4 - 2006 – Ruben Nembhard (Gaiteros) – 5,7 - 2007 – Ruben Nembhard (Gaiteros) – 5,9 - 2008 – Carl Krauser (Gigantes) – 6,1 - 2009 – Gustavo Barrera (Trotamundos) – 5,7 - 2010 – Kojo Mensah (Panteras) – 5,7 - 2012 – Paul Stoll (Gigantes) – 6,8 - 2013 – Kelvin Pena (Toros) – 5,8 - 2014 – Tu Holloway (San G.) – 4,6 - 2015 – Gregory Vargas (Marinos) – 8 |

| Przechwyty - 2007 – Edgar Moreno (Cocodrilos) – 3,4 - 2008 – Johnell Smith (Deportivo) – 3,8 - 2009 – Heissler Guillent (Guaros) – 3,7 - 2010 – Heissler Guillent (Guaros) – 3,2 - 2012 – Paul Stoll (Gigantes) – 4,3 - 2013 – Marques Jones (Gigantes) – 3,3 - 2014 – Smush Parker (Guaros) – 2,3 - 2015 – Carl Elliott (Cocodrilos) – 2,3 | Bloki - 2007 – Richard Lugo (Trotamundos) – 2,3 - 2008 – Miguel Angel Marriaga (Gaiteros) – 1,7 - 2009 – Clarence Matthews (Gigantes) – 1,3 - 2010 – Richard Lugo (Trotamundos) – 1,7 - 2012 – Rammel Allen (Marinos) – 2,3 - 2013 – Kleon Penn (Humacao) – 3,6 - 2014 – Lamont Barnes (Guaiqueries) – 1,5 - 2015 – Justin Williams (Soles SD) – 3 | Skuteczność rzutów wolnych - 2007 – Paez (Cocodrilos) – 88% - 2008 – L. Wallace (Trotamundos) – 91% |

Skuteczność rzutów za 3 punkty
- 2007 – Tomas Aguilera (Trotamundos) – 46%
- 2008 – J. Centeno (Cocodrilos) – 47%